# Teluk Rendah Pasar
Teluk Rendah Pasar is een bestuurslaag in het regentschap Tebo van de provincie Jambi, Indonesië. Teluk Rendah Pasar telt 1749 inwoners (volkstelling 2010).